# Bothrioceretta albidipennis
Bothrioceretta albidipennis är en insektsart som först beskrevs av Fowler 1904.  Bothrioceretta albidipennis ingår i släktet Bothrioceretta och familjen kilstritar. Inga underarter finns listade i Catalogue of Life.